# Ngựa ô

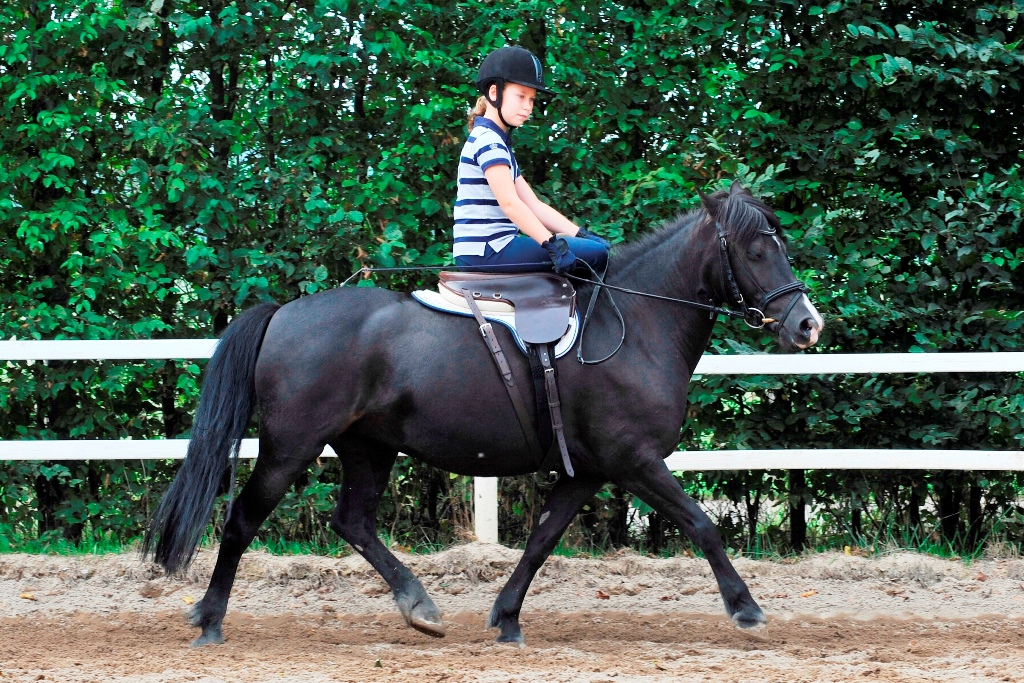
Một con ngựa ô

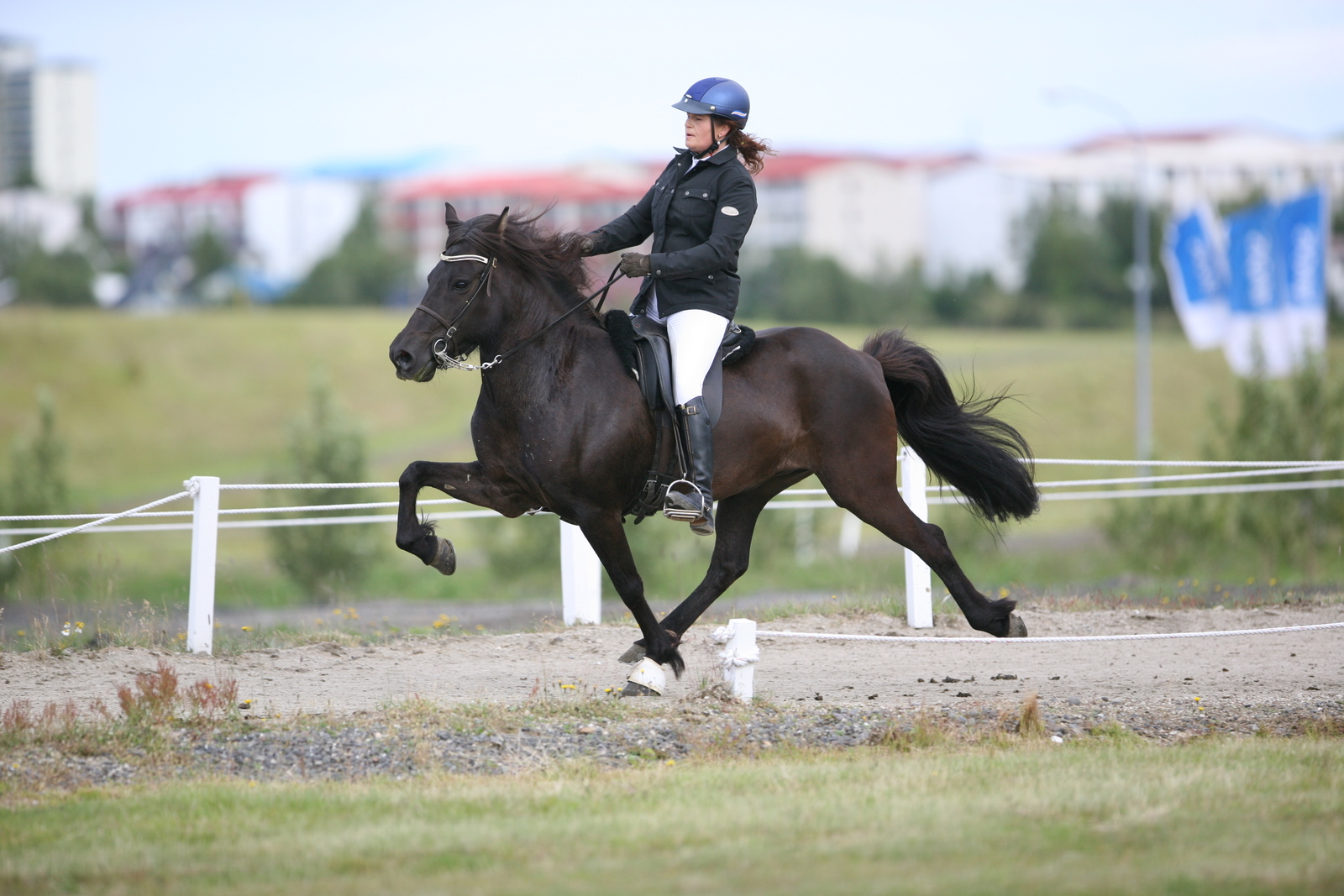
Một con ngựa đen

Ngựa đen hay còn gọi là ngựa ô hay hắc mã là tên gọi trong tiếng Việt chỉ về những con ngựa có sắc màu đen là chủ đạo, đặc trưng của nó là thân màu đen và đuôi đen, phần dưới tứ chi cũng đều là màu đen, ngọn lông có màu rỉ sét, dưới ánh mặt trời nó giống màu đỏ đen. Đây là một trong những màu cơ bản của con ngựa. Nhìn chung, ngựa ô là giống ngựa có màu sắc đậm hơn và có sắc đen.
Dựa vào màu đen có các biến thể như lông đen tuyền gọi là ngựa ô, đen pha tí chút đỏ gọi là ngựa khứu, đen pha nhiều đỏ gọi là ngựa hởi, đen pha đỏ tươi là ngựa vang, lông màu đen pha đỏ đậm là ngựa hồng, trắng đen pha chút đỏ là ngựa đạm, lông tím đỏ pha đen thì gọi là ngựa tía, đen sọc trắng là ngựa vằn. Ở ngựa có bốn màu sắc chính, trong đó đen đậm, đen nhạt, đen loang (ô chuy/ô truy). Ngựa ô có ngoại hình thu hút nhưng do sắc lông đen nên hấp thụ ánh nắng nhiều từ đó cơ thể chúng dễ tăng thân nhiệt và chóng mệt.

## Tên gọi

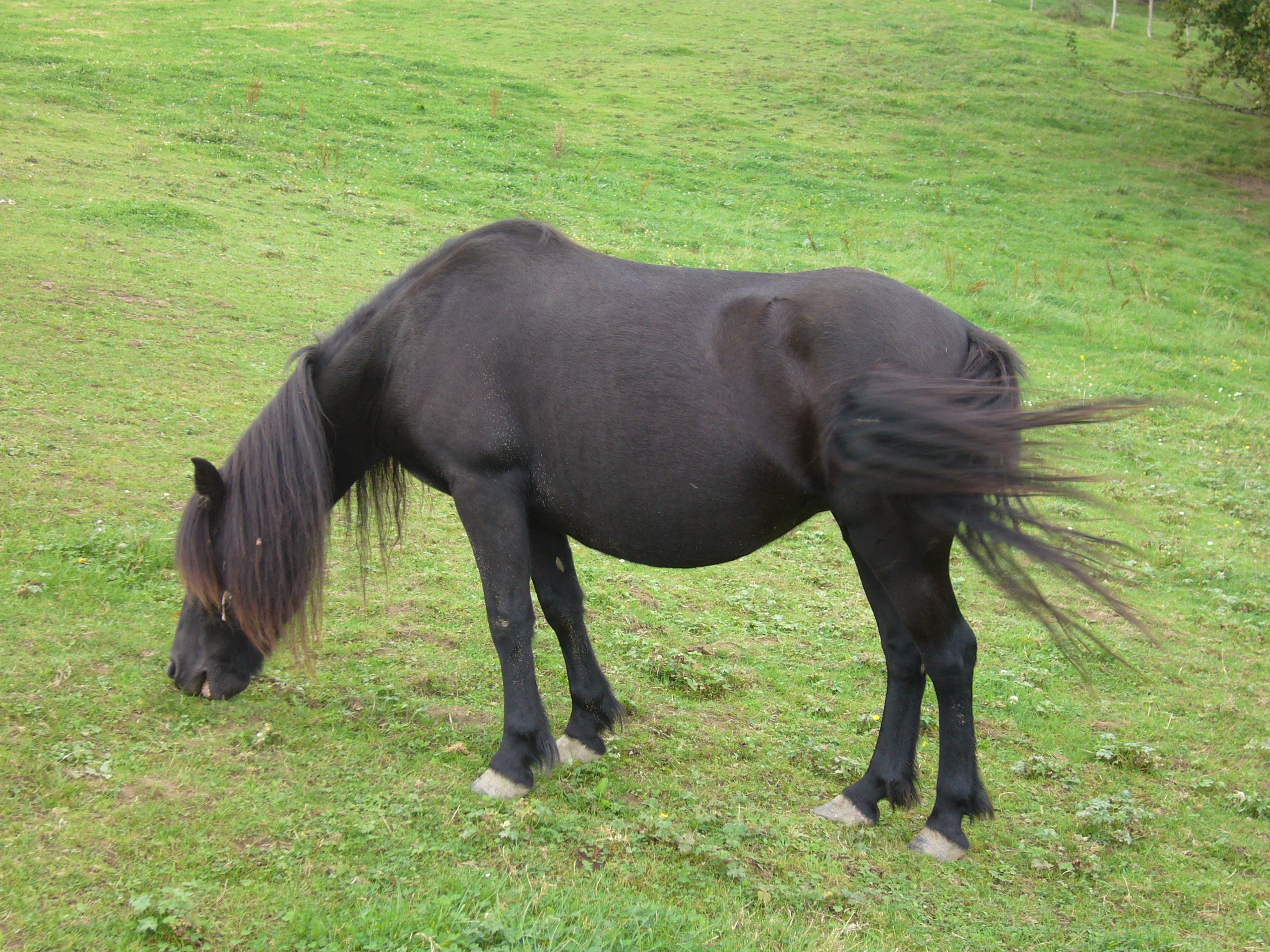
Một con ngựa đen

Màu của ngựa đen có thể gọi là ngựa Ô hay ngựa Ly. Ngựa ô hay ngựa đen, trong đó danh từ Ngựa ô được dùng để gọi ngựa có sắc lông màu đen (là tên riêng của một nhóm ngựa) và thông thường không gọi là ngựa đen (chỉ về màu sắc ngựa nói chung). Cũng như dùng danh từ chó mực để gọi chó có sắc lông màu đen, và dùng danh từ mèo mun để gọi mèo có sắc lông màu đen, tương tự là cọp mun. Tuy nhiên, nếu ngựa có chiều cao đo lên tới trên 1m49 (Bâu Kiều), thì được gọi là "Long" vì theo một số tín niệm rằng căn cốt của Ngựa vốn là Rồng (Long), cho nên mới có các danh từ "Ô Long" và "Hắc Long" đều dùng để gọi Ngựa có sắc lông màu Đen. Trong chọn giống ngựa, trước tiên, người ta từ bỏ loại ngựa ô bướm trán (Ngựa Ô có đốm lông sắc trắng trước trán). 

## Tổng quan

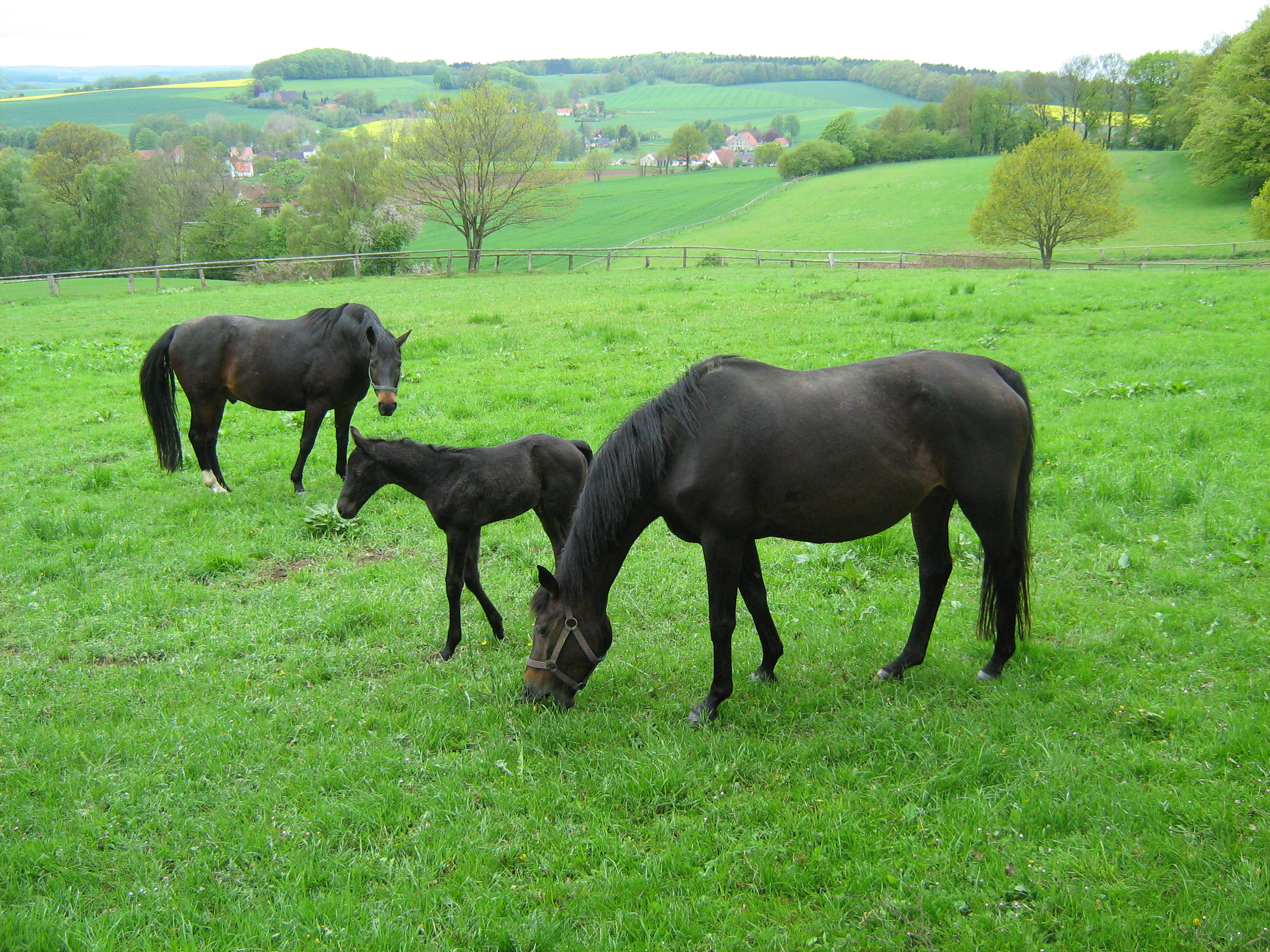
Một gia đình ngựa đen

Ở ngựa có các màu lông cơ bản là hạt dẻ, hồng và đen. Sự dịch chuyển màu của ba màu cơ bản là do hiệu quả tương tác của các alen cùng xuất hiện. Màu "đen" (còn gọi là ô, đạm, khứu) chi phối bởi Melanocortin 1 receptor, theo đó màu "đen" ưu tính. Ngoài ra, còn có nhiều gen khác làm giảm bớt ưu tính của "đen", nên tạo ra một dải màu từ đen đậm (ô) đến xám.
Đối với ngựa một số đột biến khác nhau quy định cho những màu lông chính đã được phân lập. Màu hạt dẻ và đen là kiểu di truyền lặn (Ee. Ee và Aa. Aa), màu hạt dẻ lấn át màu đen. Do đó màu đen chỉ biểu hiện khi kiểu gen Extension khác với kiểu gen Ee. Ee. Trong phân tích gen ASIP, thông báo đột biến mất 11 bp được phát hiện ở dạng đồng hợp tử hoàn toàn có liên quan tới ngựa mang kiểu gen lặn màu lông đen.
Ở ngựa sự có mặt của 2 gen trội A và B cùng kiểu gen quy định lông xám, gen A có khả năng đình chỉ hoạt động của gen B nên gen B cho lông màu đen khi không đứng cùng với gen A trong kiểu gen. Ngựa mang 2 cặp gen đồng hợp lặn cho kiểu hình lông hung. Các gen phân li độc lập trong quá trình di truyền.Gen A có khả năng đình chỉ hoạt động của gen B, gen B chỉ biểu hện kiểu hình khi không đứng cùng với gen A trong cùng 1 kiểu gen. Gen A át chế hoạt động của gen trội B. Tính trạng màu lông ngựa là kết quả của hiện tượng tương tác át chế.

## Các dạng

### Đen tuyền

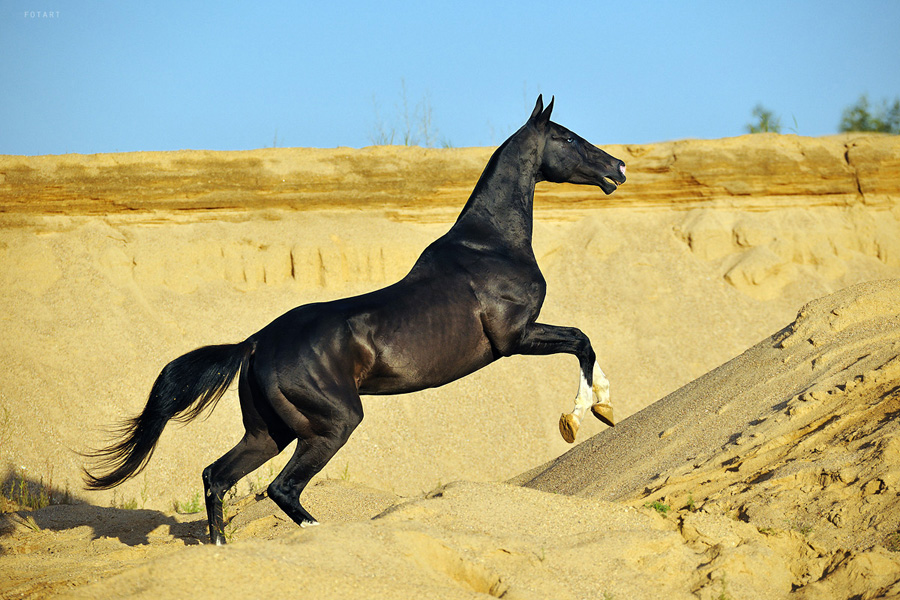
Một con ngựa đen điển hình

- Ngựa ô: Là những giống ngựa có sắc lông đen (Noir), chẳng hạn như những con ngựa Ô Thuần chủng của giống ngựa Ả-Rập-Thiên-Mã. Ở miền Nam Việt Nam cũng xuất hiện nhiều cá thể ngựa Ô và đi vào văn hóa với bài hát "Lý ngựa Ô".

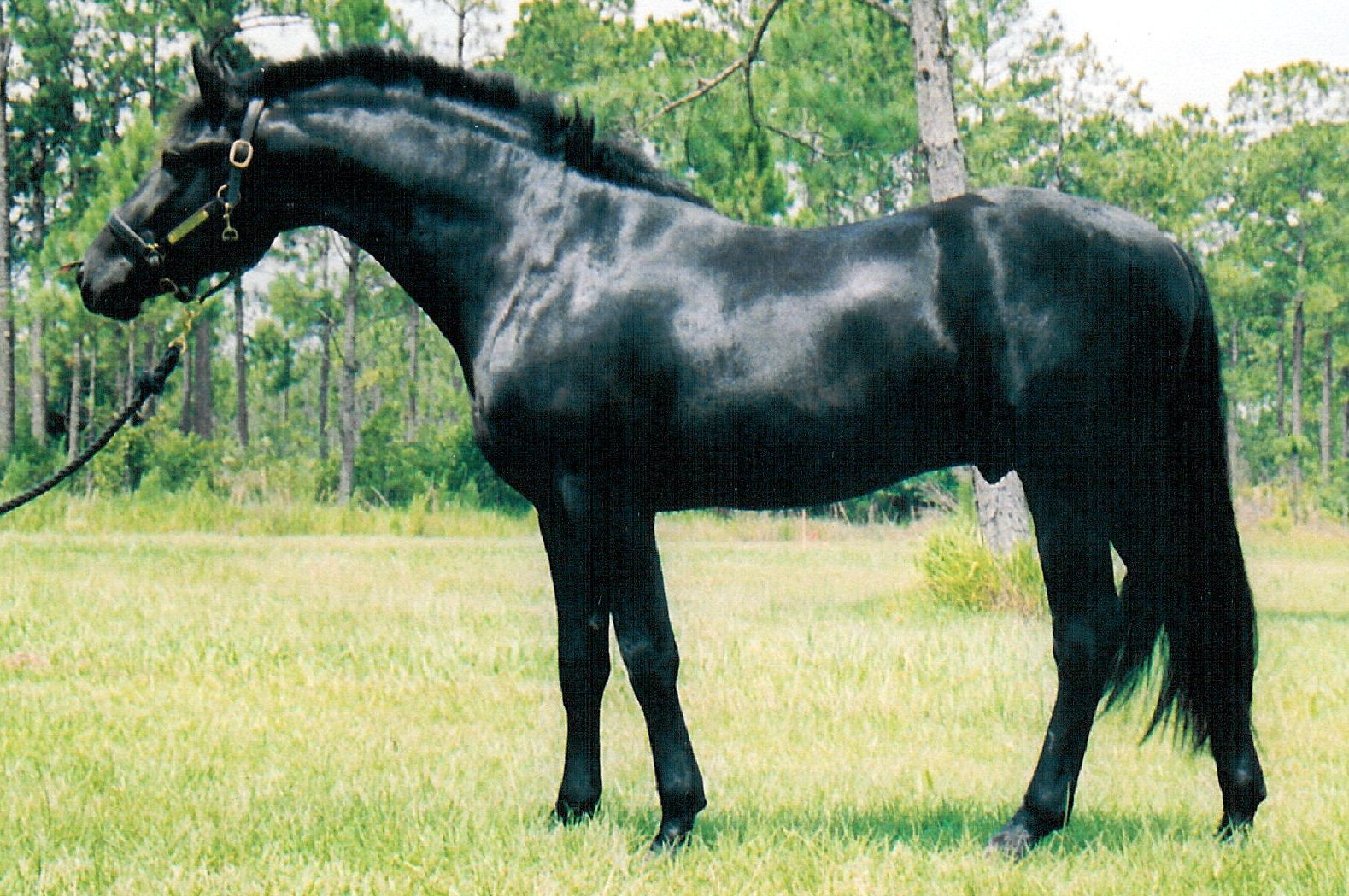
Ngựa ô quạ thuộc giống ngựa Friesia

- Ngựa ô quạ: Là giống ngựa sắc lông đen mun ngời ánh xanh như lông chim quạ (Cheval Noir Corbeau): Một số giống ngựa có thể mang màu lông này như Ngựa Lusitano của Bồ Đào Nha hay tương truyền ở Việt Nam có con chiến mã Ô Du của danh tướng Đặng Xuân Phong thời Nhà Tây Sơn.

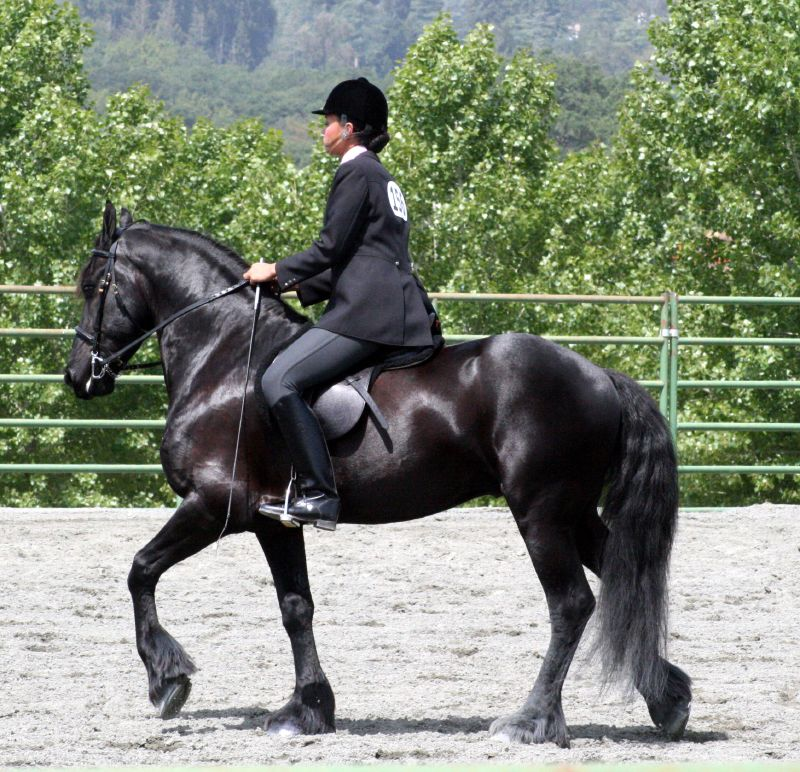
Ngựa ô cát

- Ngựa ô cát: Là những giống ngựa có sắc lông đen tuyền (Noir Zain) một trong những điển hình là giống ngựa Frisian (Cheval Frison) của nước Phổ.

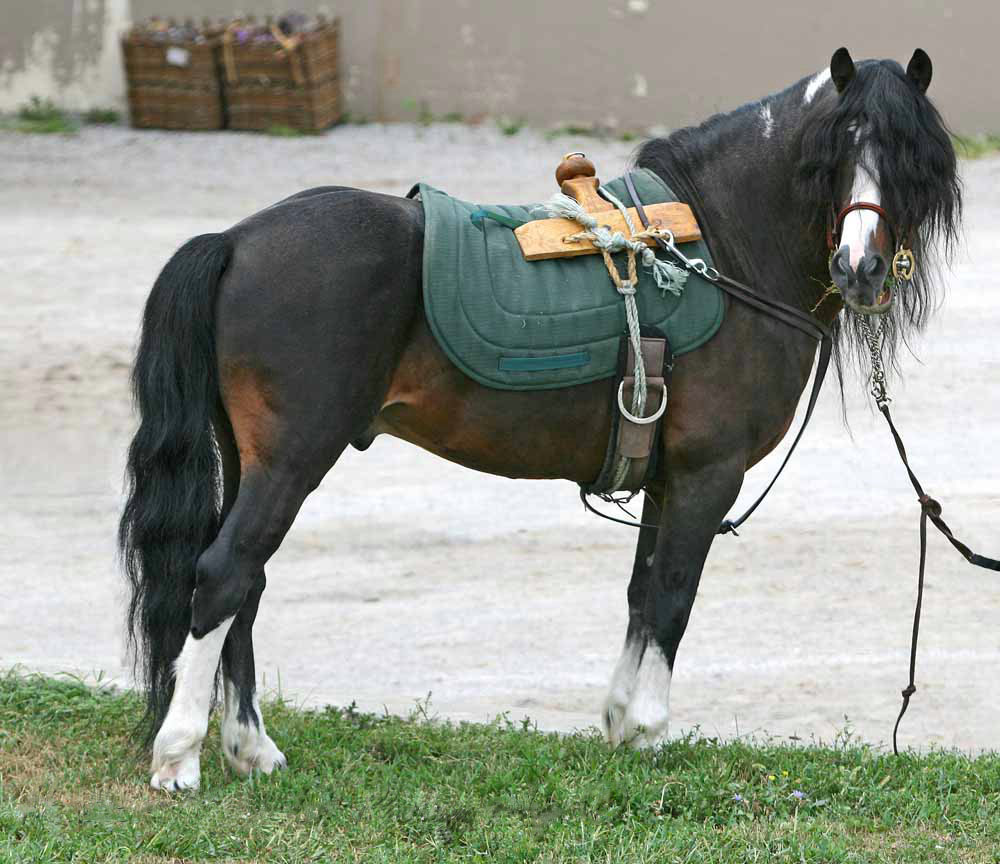
Ngựa ô bụng đỏ (Đan Phúc)

- Ngựa ô Đan Phúc (hay còn gọi là ngựa ô bụng đỏ): Là giống ngựa có sắc lông đen ửng sắc đỏ dưới bụng (Noir Pangaré). Một số giống ngựa có thể có sắc lông này như Ngựa Cưỡi của nước Pháp, Ngựa Kabarda của nước Nga với sắc lông Ngựa Ô Đan-Phúc, nhất là dòng Ngựa Kabardin pha giống Ngựa Chiến Bắc Thảo hiện đang được nuôi nhiều ở Việt Nam.

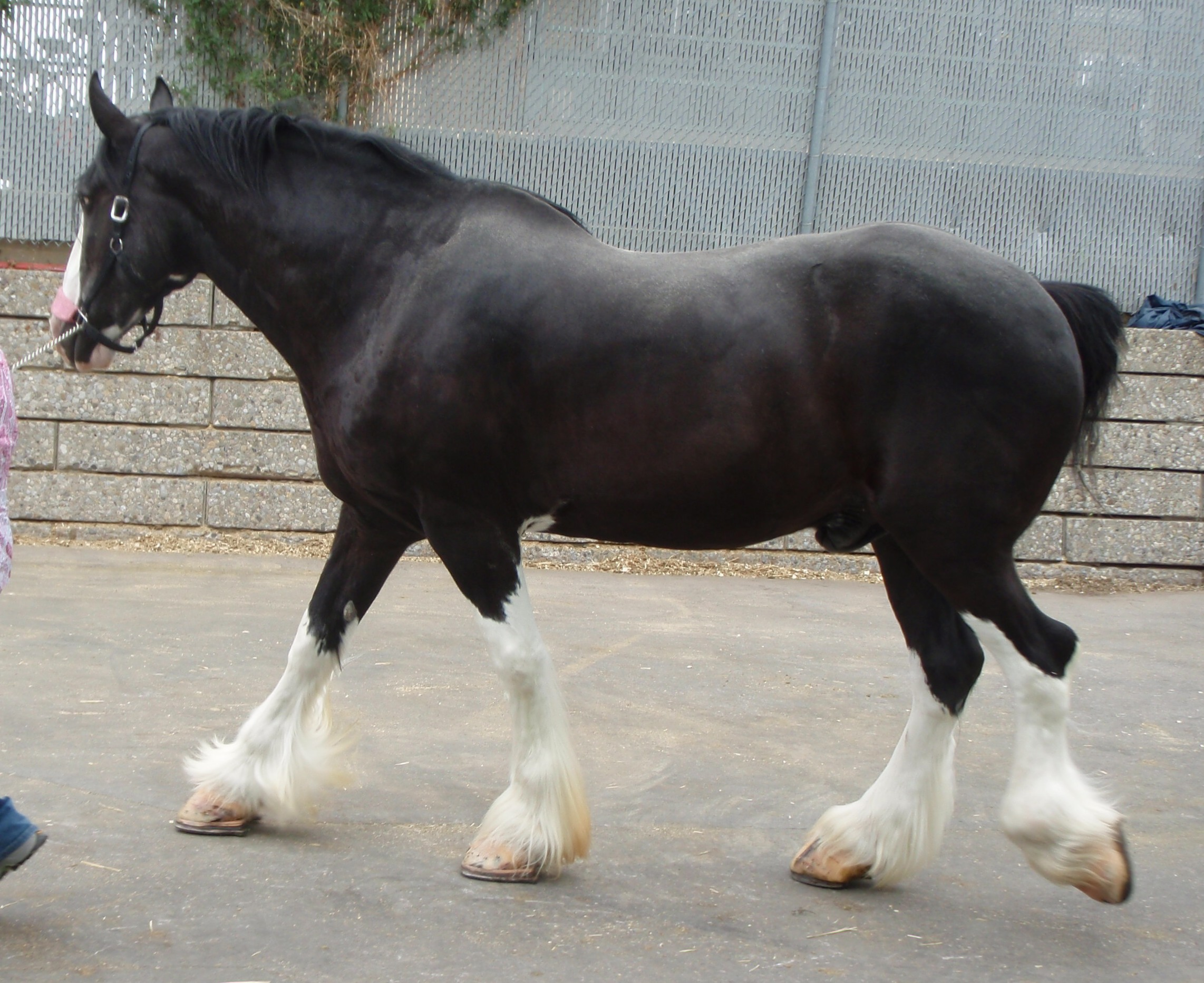
Ô vân đạp tuyết

- Ngựa ô chân trắng hay còn gọi là ngựa đen chân trắng hay còn gọi là Ô vân đạp tuyết là các cá thể ngựa màu lông đen nhưng bốn chân có sắc lông trắng. Cá thể ngựa nổi tiếng là con Vương Truy Mã hay Ô Vân Đạp Tuyết (mây đen cưỡi tuyết) của Trương Phi thời Tam Quốc.

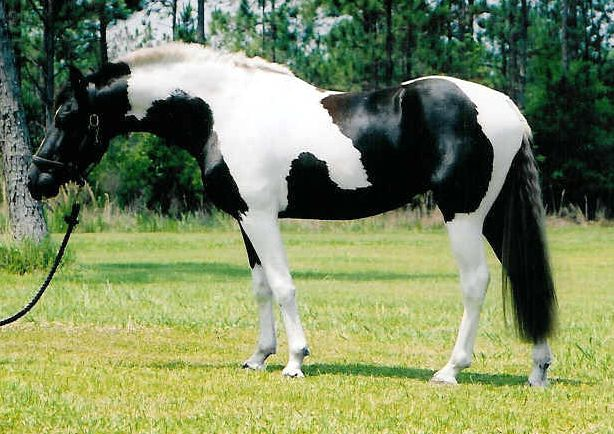
Ngựa Ô chuy

- Ngựa ô chuy hay ngựa ô truy: Là những cá thể ngựa có sắc lông trắng ánh xám bạc và có đốm đen mun, sắc lông đen mun đốm trắng (Noir Pie) chẳng hạn như giống Ngựa Thuần chủng Tây Ban Nha. Con ngựa nổi tiếng nhất là chiến mã Ô Chuy (烏) của Tây Sở Bá Vương Hạng Võ

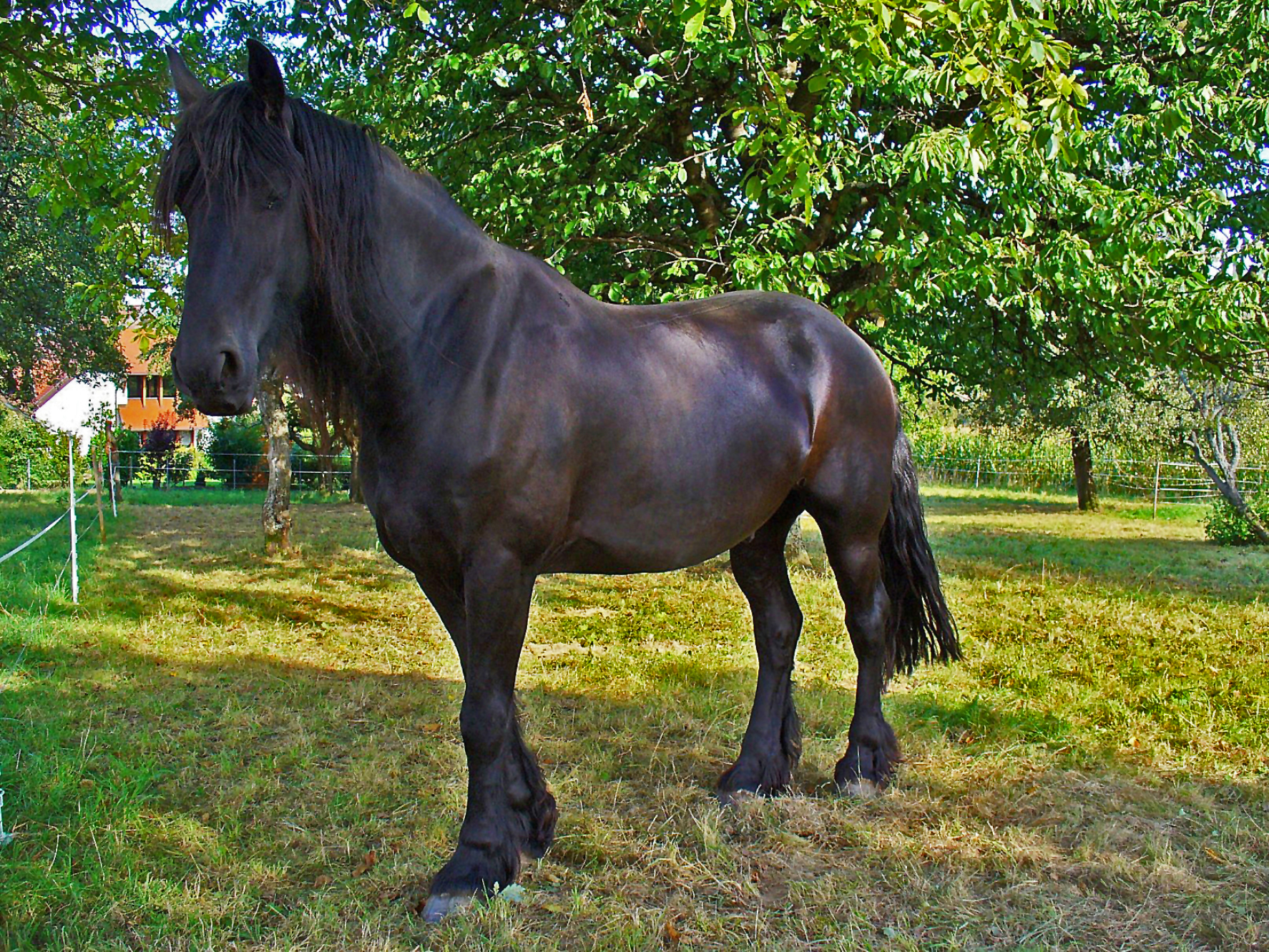
Ngựa lưu mao

- Ngựa lưu mao: Là những giống ngựa có đặc trưng của nó là đuôi và phần dưới tứ chi có màu đen, lông từ màu vàng chuyển sang đỏ, màu nâu đen thay đổi, ngựa màu nâu đen gọi là ngựa Hắc Lưu, có khi mức độ đen giống màu đen ở đuôi, nhưng màu sắc lông ở quanh miệng, mũi, mắt, đặc biệt là màu ở đường giữa chân sau có màu lông nhạt hơn, vẫn có thể phân biệt được với màu đen.

### Đen pha

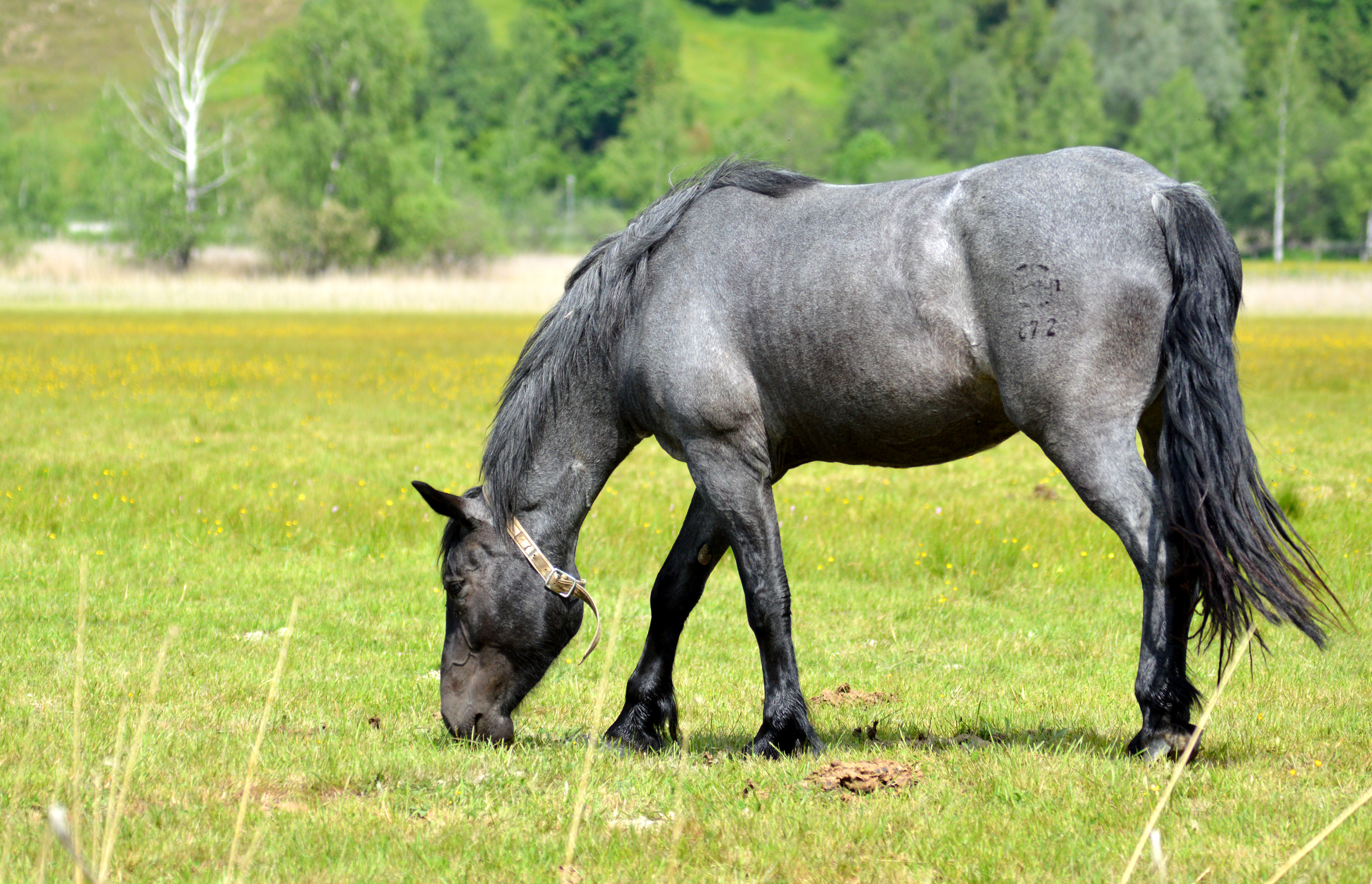
Ngựa thông

- Ngựa thông: là những con ngựa có sắc lông xanh (xanh đậm đen) hay những con ngựa có sắc lông xanh dương đen ánh xám bạc hay những con ngựa có sắc lông xanh lục đen ánh xám bạc. Thông là dùng để mô tả sắc lông ngựa màu xanh, đây là những loại ngựa rất hiếm quý khi xưa và rất được các vị Vua Việt Nam ưa chuộng.

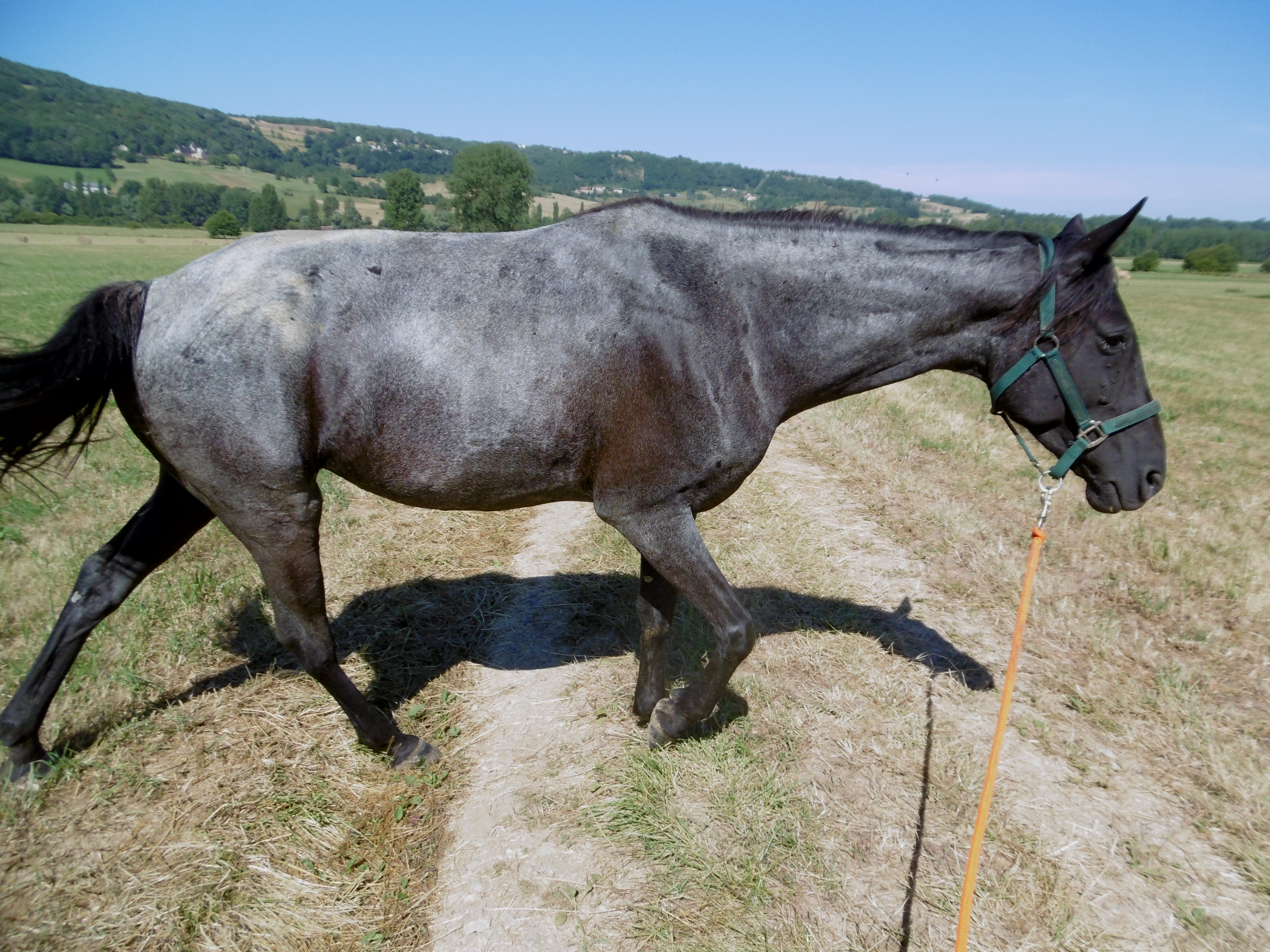
Ngựa thông

- Ngựa thông (tiêu chuẩn): Là những con ngựa có sắc lông xanh đen ánh xám bạc. Chẳng hạn như ngựa Nhàn Lương Thông, của truyện Ngũ Thông Thần trong quyển Liêu Trai Chí Dị của Bồ Tùng Linh. Trong truyền thuyết Trung Quốc có con Nhàn Lương Thông, trong truyện Ngũ Thông Thần trong Liêu Trai Chí Dị cho rằng thịt ngựa của loại ngựa này ăn ngon gấp bội lần loại khác). Ở Việt Nam cũng có những con ngựa Thông như con ngựa Phúc Thông và ngựa Cát Thông của vua Minh Mạng (1791-1841) nằm trong bộ tàu ngựa gồm các con ngựa An Tường Ký, Thần lương, Phúc Lưu, Cát Lưu, Thiên Mã.

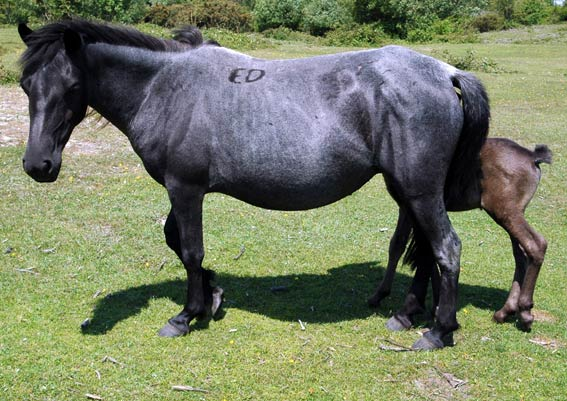
Ngựa Nê Thông

- Ngựa nê thông: Là con ngựa có bộ lông xanh đen ửng sắc kim ánh xám bùn hiếm quí. Nê là dùng để chỉ lông con ngựa có hai màu: Màu trắng và màu đen. Thông là dùng để mô tả sắc lông ngựa màu xanh. Việt Nam có chiến mã Nê Thông (泥驄), của vua Trần Duệ Tông (1337-1377). Theo sử sách thì con ngựa của Hoàng đế Duệ Tông là một con tuấn mã quý, màu sắc lông của nó là một sự pha trộn màu sắc thật kỳ diệu của ba màu trắng, đen và xanh, một sự đột biến của gien tổng hợp tạo ra đa sắc diện, nó đã cùng tử trận với vị võ hoàng đế này trong trận chiến với quân Chiêm Thành.

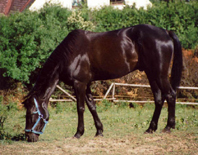
Ngựa khữu

- Ngựa khứu: Là những giống ngựa có sắc lông đậm pha màu đen đỏ, chúng có sắc lông màu đen pha tí chút đỏ.

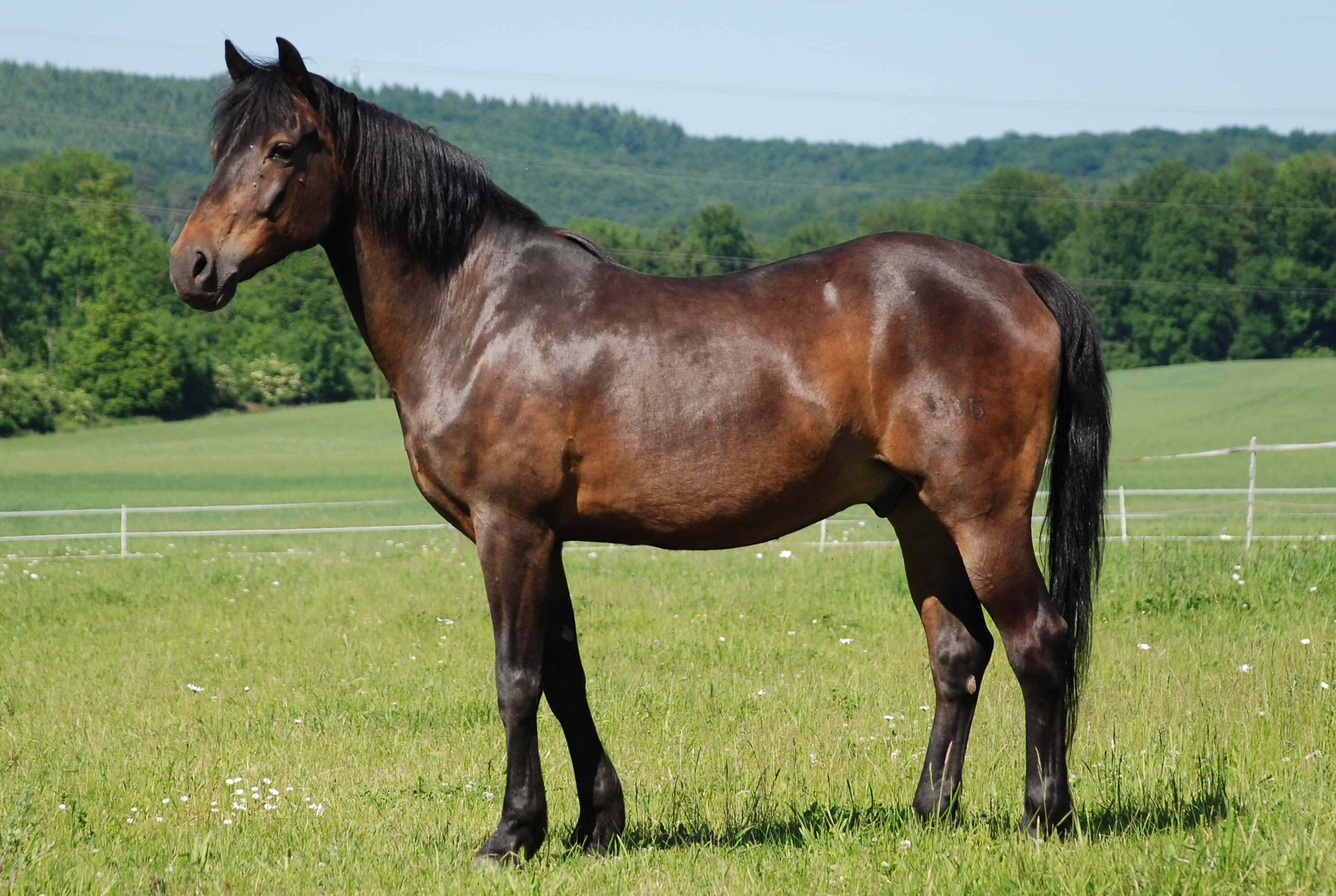
Ngựa đạm thường thấy

- Ngựa đạm còn gọi là ngựa vang là những giống ngựa có sắc lông đậm, đỏ đỏng, là ngựa có lông đen pha nhiều đỏ hay lông màu đen pha đỏ đậm.

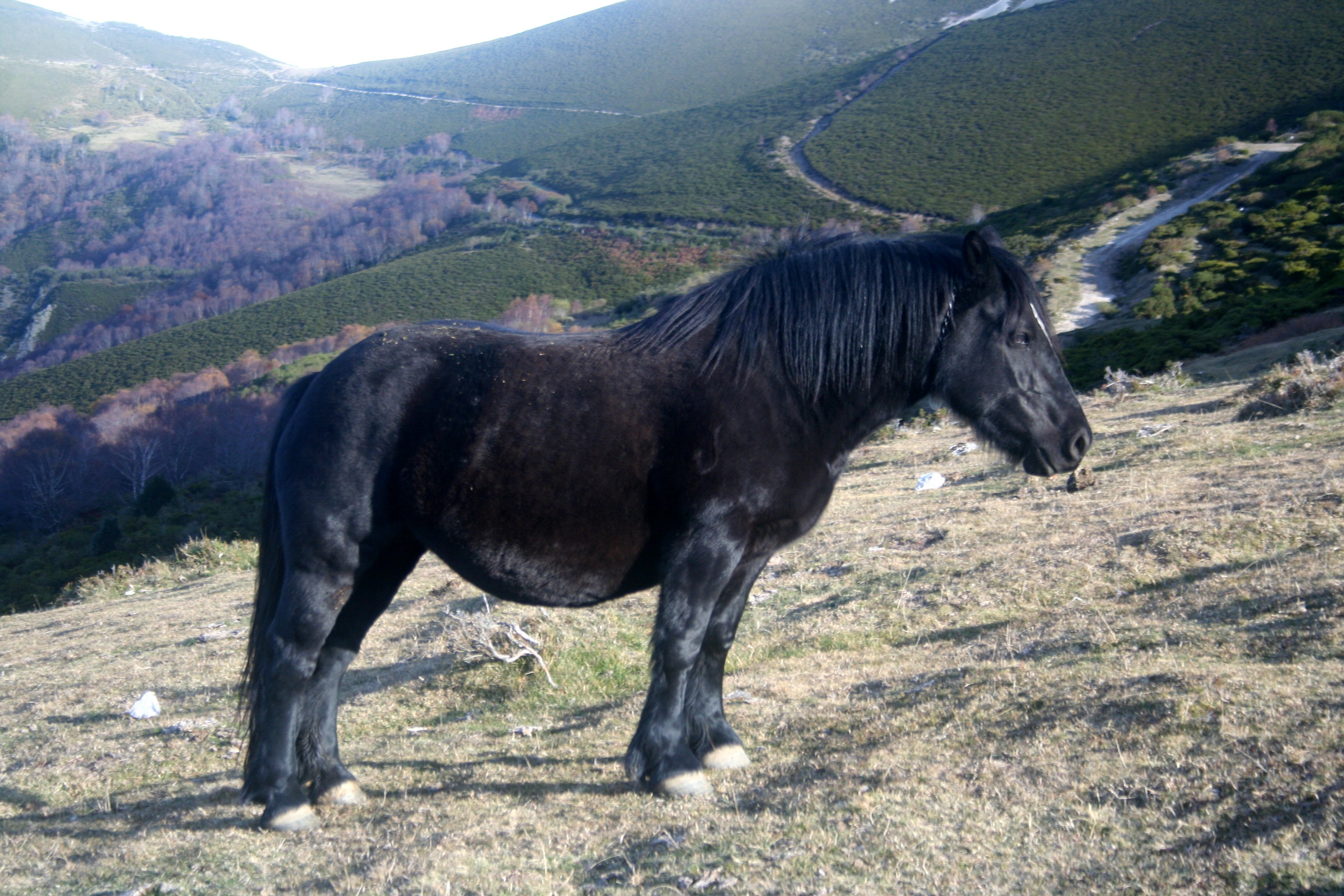
Ngựa tía

- Ngựa tía là giống có lông tím đỏ pha đen, là ngựa có màu đậm hơn màu hồng, có pha nâu thành đỏ hườm. Ngựa tía cũng được ưa, có lẽ đây là sắc lông phổ thông hơn hết. Với giống ngựa tía thì đực hay nái thì dáng vóc cũng gần như nhau[2]
  - Tía cháy thì có màu sậm hơn ngựa tía
  - Tía vang lợt hơn, hơi vàng như màu gỗ cây vang.

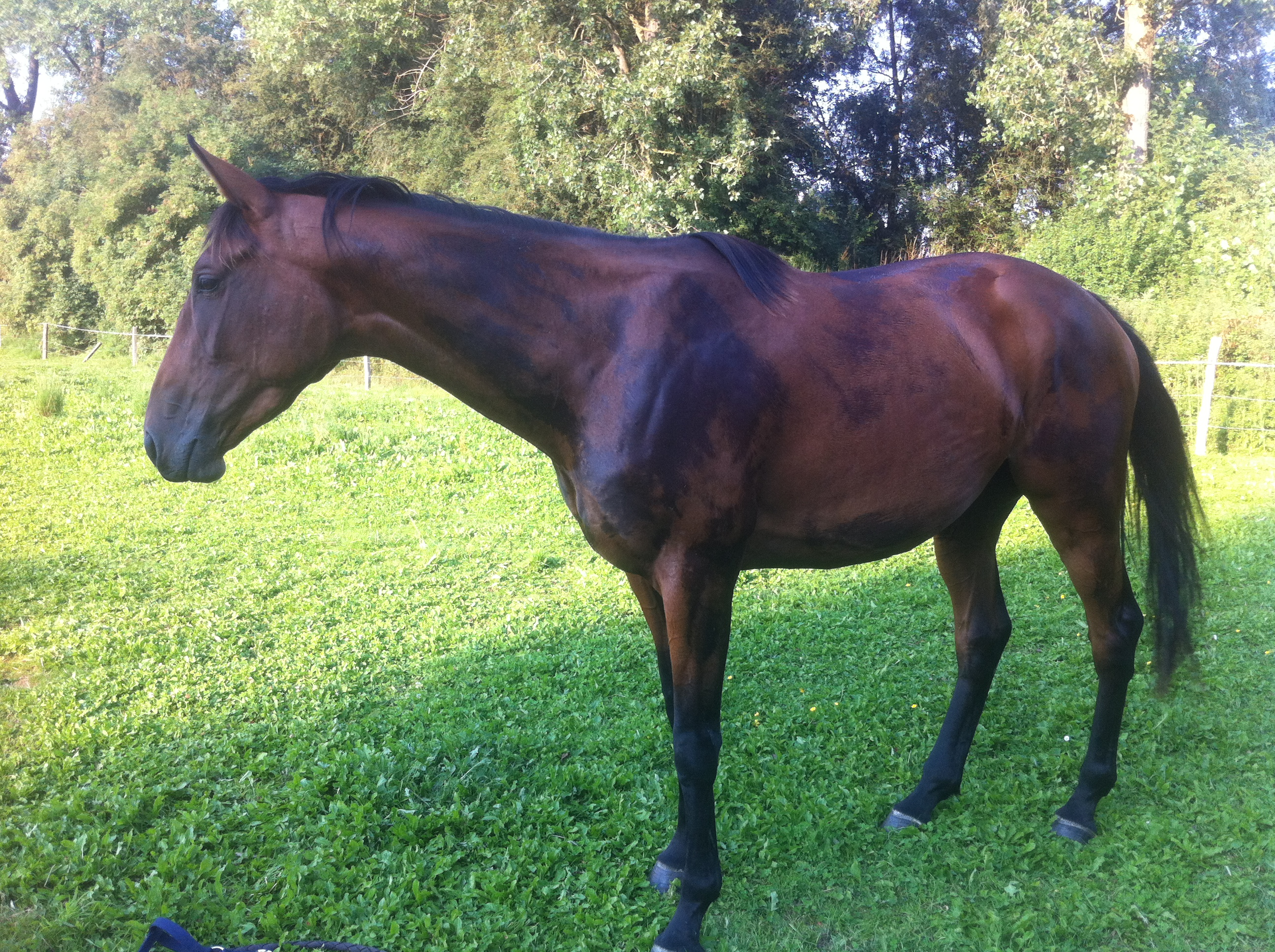
Ngựa hồng cháy

- Ngựa hồng cháy (hay còn gọi là ngựa Hồng Đinh): Là những giống ngựa sắc lông màu nâu hồng xẩm Đen (Alezan Brûlé)

### Biến thể

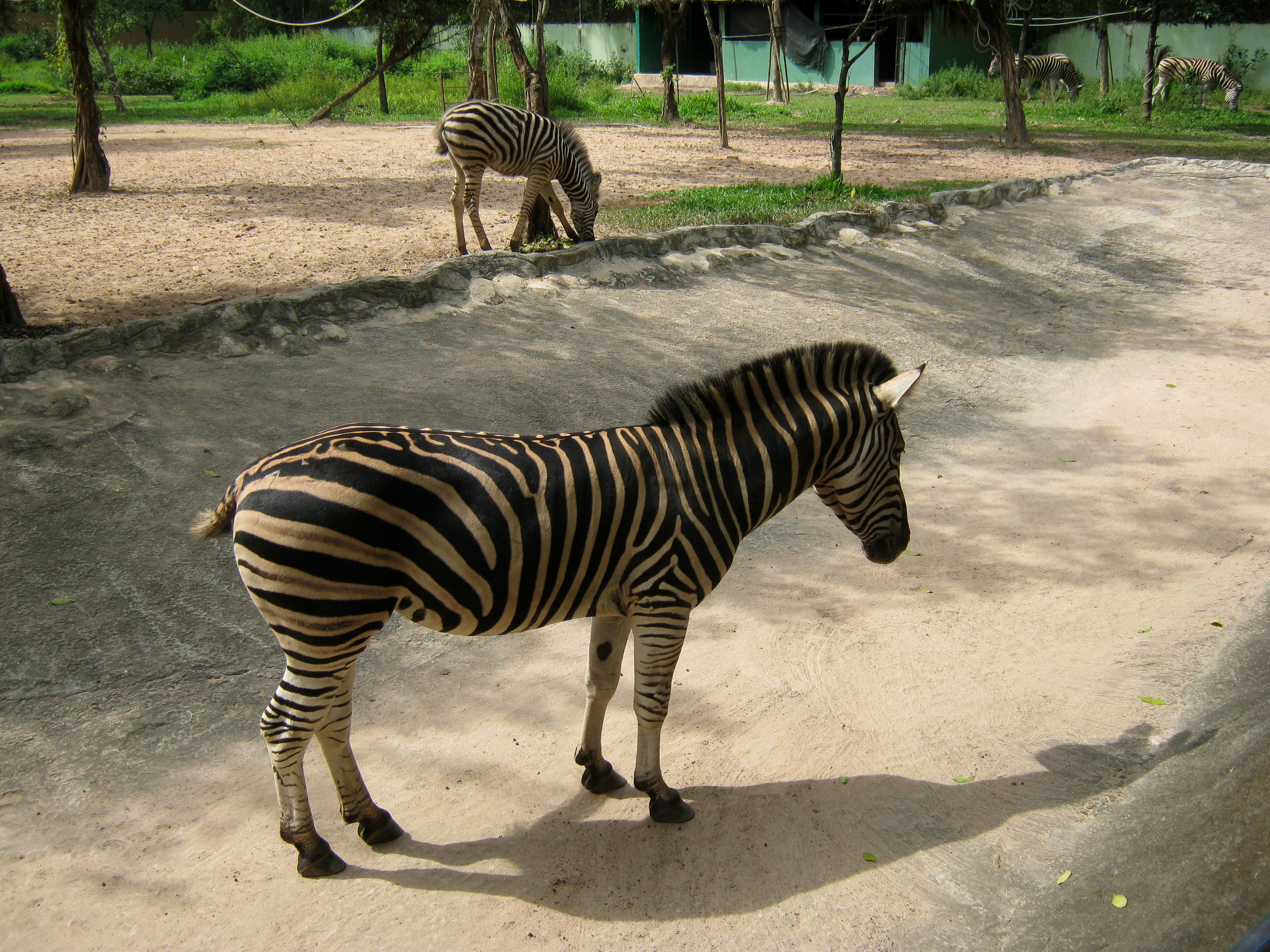
Ngựa vằn tại Đại Nam

Ngựa vằn là một trong những động vật thuộc họ nhà ngựa có sắc lông đặc biệt với những sọc vằn đặc trưng. ngựa vằn có một bộ lông với hai màu đen trắng, bố trí thành các sọc từ đầu đến chân. có không ít thắc mắc rằng, thực chất thì ngựa vằn là màu trắng sọc đen hay màu đen sọc trắng. Nếu chỉ dựa vào quan sát bằng mắt khó để trả lời được điều này, vì các sọc đen và trắng được phân bố rất đều nhau trên toàn bộ cơ thể của chúng. Tuy nhiên, những nghiên cứu về các tế bào sắc tố dưới lớp da của chúng có thể giúp xác định màu sắc thực của chúng, trong đó có nghiên cứu về các tế bào melanocyte dưới da có vai trò sản xuất sắc tố màu lông.
Các tế bào melanocyte này quyết định màu sắc của chúng. Dựa trên việc phân tích các tế bào sắc tố này trong giai đoạn phôi thai của ngựa vằn, màu đen của ngựa vằn là kết quả của kích hoạt sắc tố bởi tế bào melanocyte, trong khi đó màu trắng là kết quả của sự ức chế sắc tố. Điều đó cũng có nghĩa là màu đen chính là màu sắc chính của loài ngựa vằn, còn các sọc trắng là kết quả của sự ức chế các tế bào melanocyte khiến cho chúng không tạo ra được màu đen và do đó có các sọc trắng.
Ban đầu, ngựa vằn có màu trắng, bộ lông này phù hợp với khí hậu nắng nóng của châu Phi, nhưng do nhiều kẻ thù (thịt của ngựa vằn có giá trị dinh dưỡng cao, thu hút nhiều loài ăn thịt) nên bộ lông chuyển có thêm vằn đen để dễ di chuyển, cho nên nó là ngựa trắn có vằn đen. Các tế bào biểu bì melanocyte nằm dưới da là thứ có vai trò quan trọng, quyết định đến màu sắc của ngựa vằn. Dựa trên quá trình phân tích các tế bào melanocyte này trong thời kỳ phôi thai của ngựa vằn.
Chính sự kích hoạt sắc tố bởi tế bào melanocyte tạo nên màu đen cho ngựa vằn, trong khi đó, các màu trắng tồn tại được là do sự ức chế sắc tố, khiến chúng không tạo được màu đen. Điều đó cũng mang lại câu trả lời dễ hiểu là ngựa vằn có màu đen là chính, trên đó là các vằn trắng. Vì một số ngựa vằn có lông trắng ở bụng nên người ta tưởng trắng là màu chính, còn các sọc đen là thứ mô hình thêm vào. Nhưng nếu chúng ta cạo lông một con ngựa vằn, ta sẽ thấy lớp da màu đen bên dưới. Khi còn là phôi đang phát triển trong tử cung, nó tuyền một màu đen. Các sọc trắng sau này mới nổi lên.

## Trong văn hóa
Trong văn hóa, gắn với bóng đêm, âm phủ, là con vật dẫn dắt linh hồn, nên dân gian truyền tụng nếu mơ thấy ngựa đen là coi như mình sắp chết, ngựa đen được tượng trưng cho ác thần, hoặc là kẻ sa địa ngục, hay linh hồn bị chịu phạt, ngựa đen còn là biểu tượng của dục vọng. Khi bị cưỡi nếu bàn tay của người cưỡi dẫn nó vào con đường sai lầm thì càng gặp nhiều bóng tối, bóng ma và anh ta cũng có nguy cơ trở thành người liên minh với quỷ dữ, lúc này con ngựa lại là vật mang đến sự rủi ro, bạo lực.
Mặt khác, với tất cả tính bồng bột, năng lực sản sinh và tính hào phóng ở ngựa (nhất là ngựa non) mà một số nơi ngựa còn được coi là biểu tượng hoàn chỉnh sự cường liệt của dục vọng. Hình ảnh con Hắc mã buộc vào cỗ xe cưới là những con ngựa của dục vọng được giải phóng đã được phản ánh trong nhiều di sản thơ văn dân gian Nga.
Trong bóng đá hoặc những môi trường mang tính cạnh tranh, người ta thường hay dùng khái niệm "Ngựa ô" để chỉ một đội bóng tầm thường nhưng không ngán sợ những đối thủ được đánh giá cao hơn nhiều, là ngựa ô mà không phải là ngựa bạch, ngựa tía hay một loài vật nào khác vì ngựa ô tượng trưng cho sự quật khởi, bất kham, không khuất phục trước sức mạnh. Ngựa ô chính là con ngựa Ô Truy huyền thoại của Hạng Vũ được thêu dệt do rồng đen hóa thành, ngựa Ô Truy tung hoành thiên hạ cùng Hạng Vũ, chỉ khuất phục Hạng Vũ và đã lao xuống sông tự vẫn để chết theo chủ chứ không chịu rơi vào tay quân thù. Một đội bóng được coi là ngựa ô cũng có những đặc tính ngổ ngáo, chẳng sợ đối thủ nào dù có mạnh đến đâu đi chăng nữa.
Ở Việt Nam có lưu truyền câu chuyện "Ngựa quen đường cũ", bấy giờ, một lạc dân ở Kẻ Đơi có con ngựa đen rất đẹp, nên viên Bồ chính cướp mất ngựa của người kia. Anh ta không biết làm sao, đành đến xin vua phân xử. Khi bị vua gọi đến, viên Bồ chính khăng khăng nói đó là ngựa của mình, lại nói rằng bị lạc dân vu oan. Hùng Kính Vương truyền giữ lại con ngựa rồi cho hai người về nhà suy nghĩ một đêm, sau đó quay lại nghe vua phán quyết. Chiều hôm ấy, vua thả con ngựa ra rồi âm thầm đi theo, con ngựa đi qua Kẻ Gát, Kẻ Nú rồi qua Kẻ Đọi về đến Kẻ Đơi vào chuồng cũ của người lạc dân kia ăn cỏ. Ngay sáng hôm sau, vua Hùng (thứ XIX) nói lại chuyện này rồi phán xử phần thắng thuộc về người Lạc dân.

### Âm nhạc
- Lý ngựa ô (dân ca Nam Bộ)
- Mỗi con một tên (Thế Bảo)
- Ngựa ô duyên tình (Đình Bình)
- Ngựa ô thương nhớ (Trần Tiến)
- Thương nhau lý tơ hồng (Trương Quang Tuấn)

## Ngựa nổi tiếng

### Ô Truy
Ô Chuy của Tây Sở Bá vương Hạng Vũ là chiến mã lông đen tuyền, to lớn và vô cùng khỏe mạnh, dũng mãnh, theo tên gọi thì nó là giống ngựa lang đen. "Sử ký" viết: Hạng Vũ còn có một con ngựa quý tên là Ô Truy (một loại ngựa lông có hai màu xanh trắng) và người thiếp yêu tên Ngu Cơ được Hạng Vũ vô cùng yêu quý. Đây là hai vật quý, hai thứ được Hạng Vũ xem trọng nhất đời. So với Xích Thố thì ngựa Ô Truy của Sở Bá Vương Hạng Vũ cũng oai hùng không kém.
Cùng với Hạng Vũ, ngựa Ô Truy xông vào trận địa cùng 28 kỵ binh khác phá vòng vây. Sau khi bại trận, Hạng Vũ đã dùng kiếm tự sát bên bờ Ô Giang. Khi thấy chủ nhân tự sát, ngựa Ô Chuy đã nhảy xuống sông Ô Giang chết theo, Ô Truy hí lên mấy tiếng ai oán rồi nhảy xuống sông mất dạng, có thuyết khác cho rằng sau khi thất trận, Hạng Vũ đâm cổ tự sát, con ngựa quanh quẩn bên ông chảy nước mắt, bỏ ăn mà chết. Chính vì vậy, nó được đánh giá là một chú ngựa trung nghĩa sắt son, hết lòng vì chủ. Người đời sau vẫn nhắc về ngựa Ô Truy như một biểu tượng đẹp của lòng trung thành. 

### Buchephalus

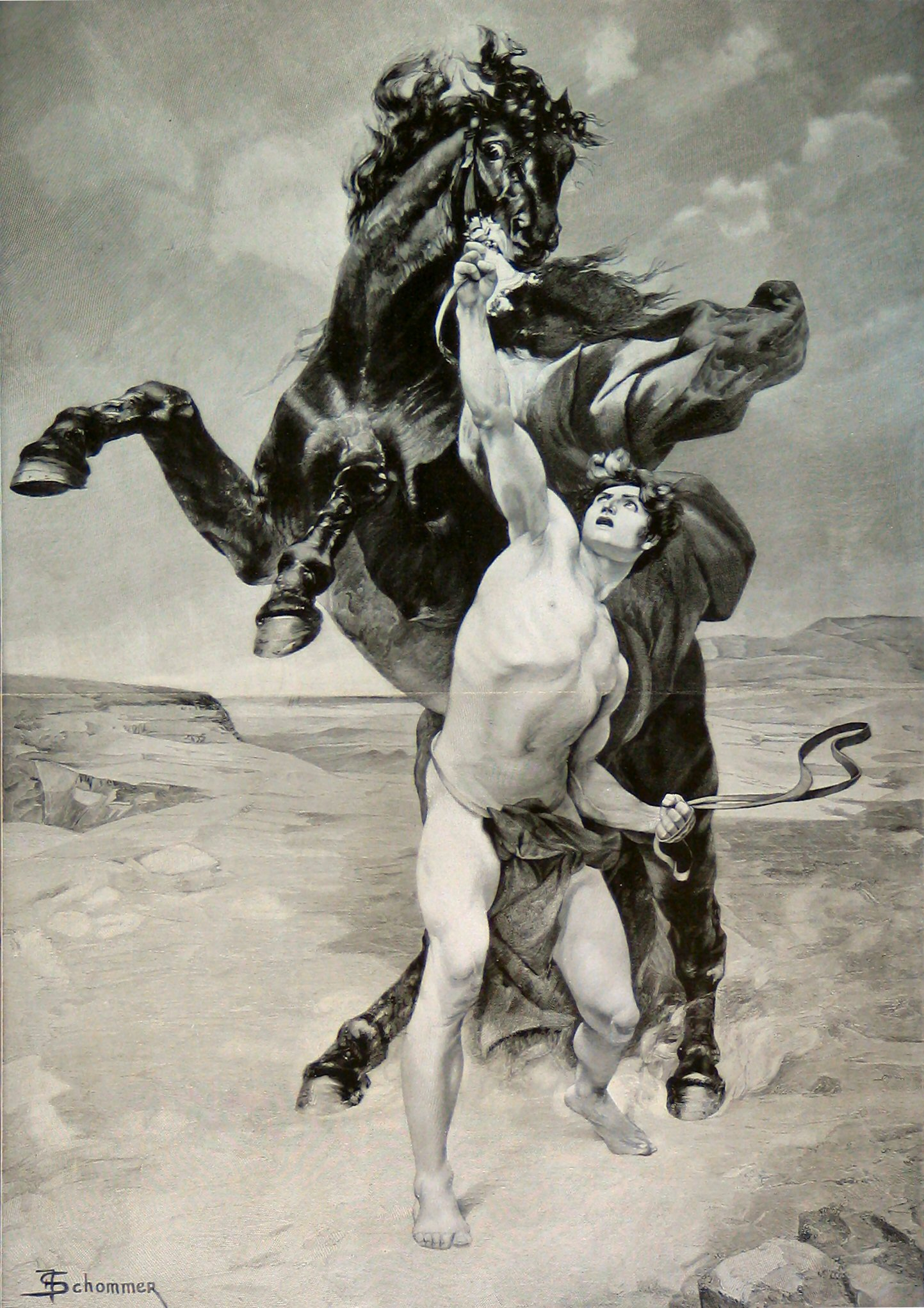
Alexander đang thuần hóa Buchephalus

Buchephalus thuộc giống nhân mã cùng tuổi với Alexandre nhưng là một con ngựa chứng không phục tùng bất cứ một ai ngoại trừ Alexandre, nó là một con ngựa có màu đen toàn thân với một đốm trắng lớn trước trán. Một người lái buôn Ba Tư dắt con hắc mã đến bán cho vua Philippos II của Macedonia nhưng tất cả các tay kỵ mã tài giỏi nhất đều không thể nào điều khiểu nổi con ngựa bất kham này. Hoàng tử Alexandros lúc đó hãy còn là cậu bé, đi chậm rãi đến bên con ngựa, dịu dàng đưa tay vỗ nhẹ vào cổ nó và khẽ lái con thần mã hướng về phía mặt trời để không còn sợ bóng của nó và cuối cùng đã thuần hóa được con vật dữ tợn.
Alexandre đã thôn tính khắp cả Trung Đông đến tận Ấn Độ với một mình một ngựa. Trong một trận chiến ác liệt, Buchephalus bị thương rất nặng, Alexandre định thay ngựa khác nhưng Buchephalus không chịu lần đến chủ tướng mọp mình cho Alexandre lên yên và với sức cùng lực tận Buchephalus đã hoàn thành sứ mạng đưa Alexandre chiến thắng trước khi Buchephalus trút hơi thở cuối cùng. Nhà vua an táng Buchephalus với tất cả lễ nghi quân cách trọng thể và nơi đây trở thành một thành phố mang tên thành phố Buchephalus do nhà vua đặt để tưởng nhớ nó…

### Tứ mã khải huyền

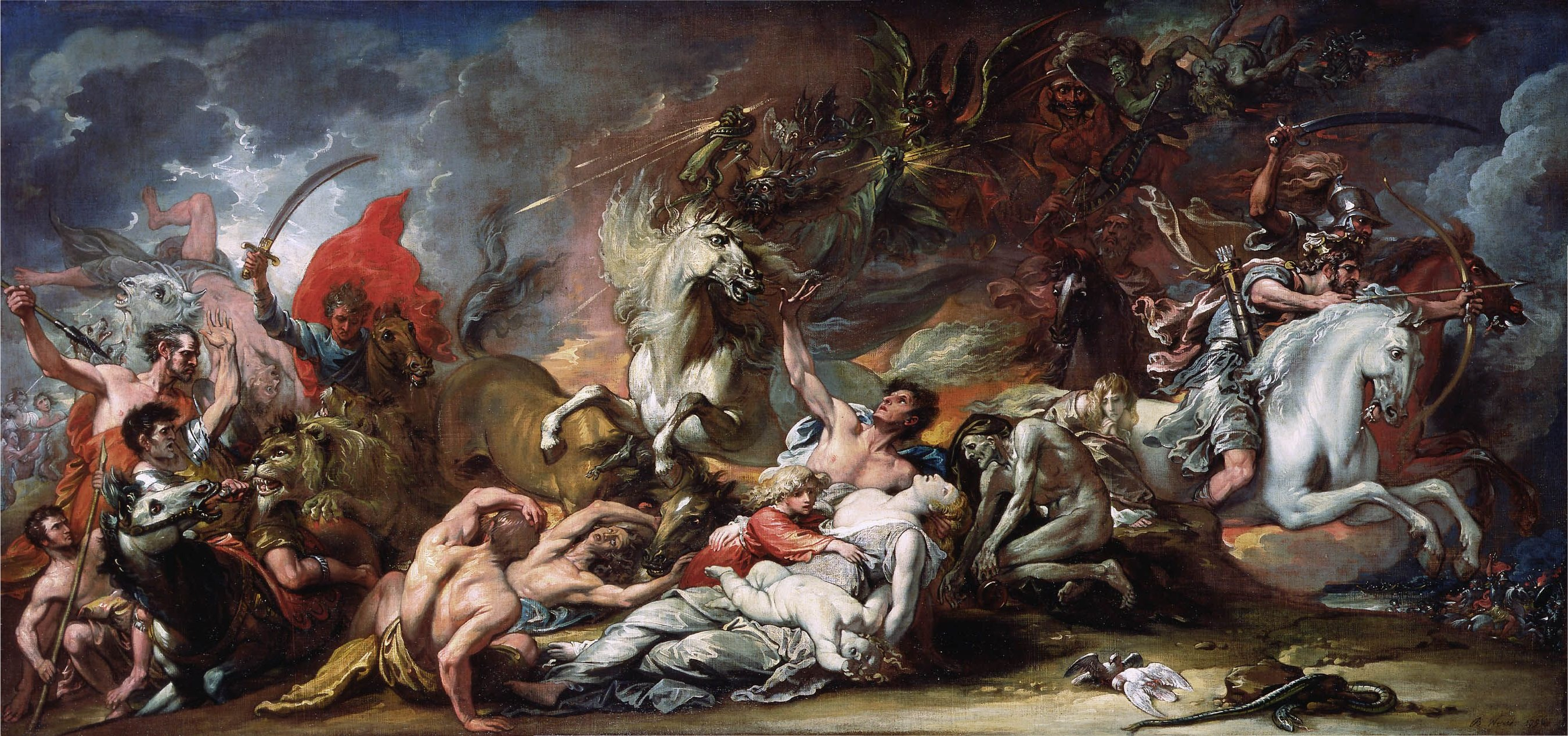
Tứ mã Khải Huyền

Tứ mã trong Sách Khải huyền của Thần thoại Kito giáo. Chúng là biểu tượng của Sự chinh phục, Chiến tranh, Nạn đói và Cái chết. Bốn con ngựa được nhắc đến trong Sách Khải huyền của Kito giáo như Phán xét cuối cùng về ngày tận thế. Chúng có màu sắc riêng biệt lần lượt là trắng, đỏ, đen và xanh xám hoặc xanh lá cây ánh vàng. Những con ngựa này trở thành nhân vật trung tâm trong Thuyết Mạt thế trong gần một thiên niên kỷ, đồng thời được biết đến là nhà tiên tri của tự nhiên. 

### Ô Vân đạp tuyết

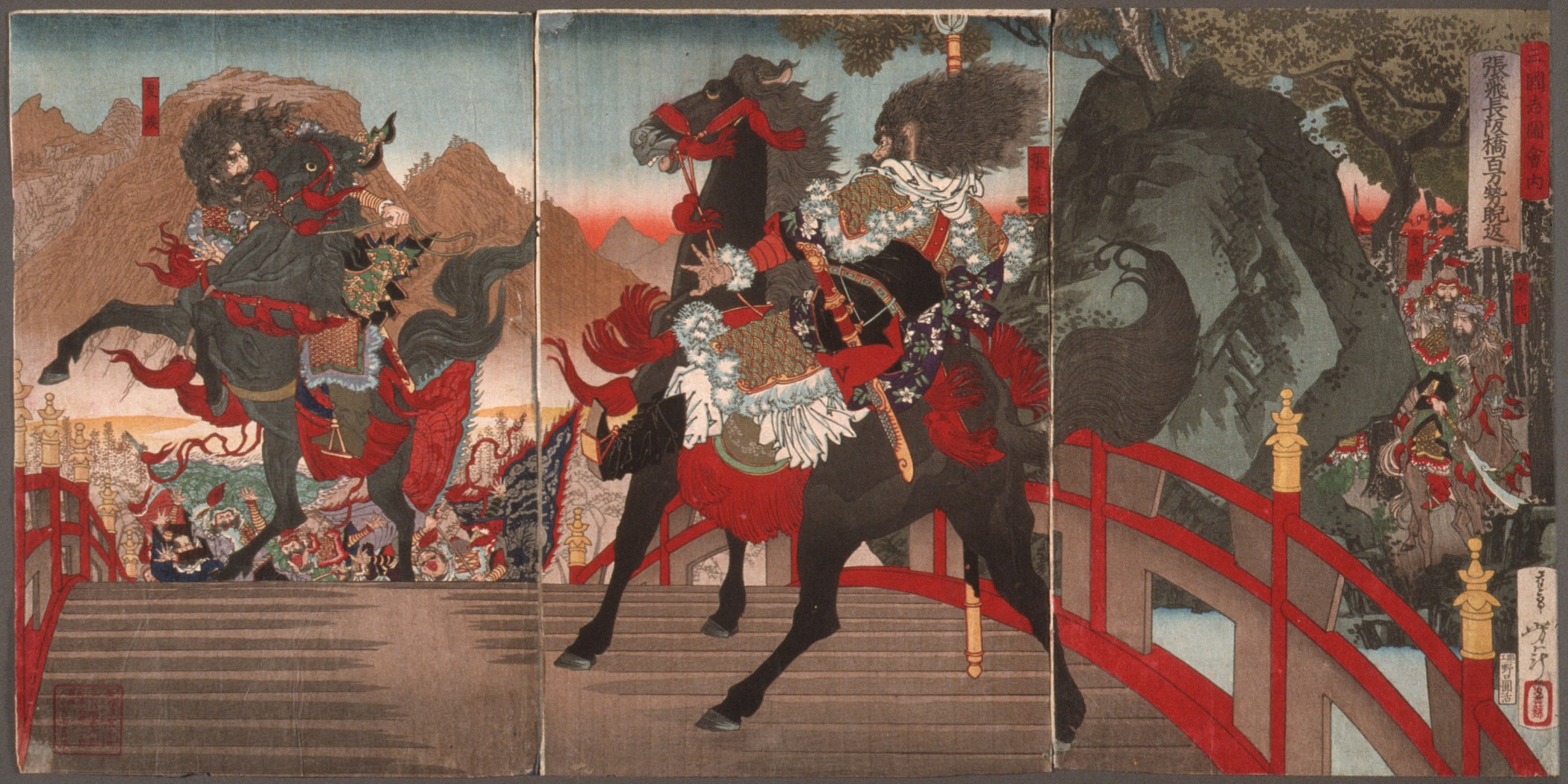
Trương Phi cưỡi Ô vân đạp tuyết đứng trên cầu trường bản

Ô Vân Đạp Tuyết còn có tên là Vương Truy Mã, sống ở thế kỷ thứ hai, toàn thân màu đen nhưng bốn vó màu trắng. Đây là ngựa của Trương Phi, được coi là anh hùng tuấn mã. Ngựa của Trương Phi có tên rất ý nghĩa, Vương Truy Mã có nghĩa là con ngựa đi theo hầu hạ Đại Vương. Tương truyền Trương Phi và Ô Vân Đạp Tuyết đều đen như nhau. Trương Phi quý chú ngựa này như con đẻ, thường xuyên tự tay tắm rửa cho ngựa quý. Người đời về sau thường nói người dũng mãnh cưỡi ngựa dũng mãnh. 

### Ô Du
Ô Du là chiến mã của tướng Đặng Xuân Phong, nó là một trong Tây Sơn ngũ thần mã, thuộc loại ngựa Ô Quạ nên mang tên Ô Du (Con Quạ rong chơi). Bộ lông đen như gỗ mun, bốn chân thon nhỏ như chân nai; trong khi đó lại có hình dạng và bộ đi giống như cọp. Sở trường của Ô du là leo núi và vượt qua những ghềnh núi đá nhấp nhô. Khi chạy trên núi cao thì tài nghệ mới được hiển lộ hết, người cưỡi có cảm giác đi trên đất phẳng. Trong lần đầu xuất trận, nhờ Ô Du mà Đặng Xuân Phong chiếm được Thăng Bình và Điện Bàn, sau đó đuổi giết được hai tướng của chúa Nguyễn là Tôn Thất Quyền và Tôn Thất Xuân. Sau khi Nguyễn Bảo, con vua Thái Đức bị giết, Đặng Xuân Phong liền cáo quan về quê rồi bỏ đi nơi khác. Ô Du cũng từ đó biệt tích theo chủ.

### Nê Thông
Nê Thông là con ngựa của Hoàng đế Duệ Tông, một con tuấn mã cực kỳ quý hiếm, con ngựa mà nhà vua đã cưỡi khi thân chinh tiểu phạt quân Chiêm Thành. Tên gọi Nê Thông thể hiện màu lông của con ngựa. "Nê" dùng để chỉ ngựa có hai màu lông trắng đen, còn "thông" là ngựa có sắc lông ánh xanh. Đây là hai sắc lông khá hiếm gặp ở các giống ngựa. Đặc biệt, ngựa lông ánh xanh còn được coi là ngựa quý, có phẩm chất rất tốt. Nê thông là sự kết hợp của cả hai dạng ngựa kể trên, với màu trắng đen có ánh xanh.
Những con ngựa như thế này còn hiếm có gấp bội phần, qua cách gọi tên có thể hiểu con ngựa của Nê Thông của vua Duệ Tông quả là cực kỳ hiếm, màu sắc lông của nó là một sự pha trộn màu sắc thật kỳ diệu của ba màu trắng, đen và xanh, nhưng ngựa hay cốt ở tài phi đường dài, khôn ngoan trên chiến trận chứ đâu phải cốt ở màu lông. Vua Duệ Tông không biết nghe lời phải của trung thần, ra chiến trận mà không nắm phép dùng binh, cả tin vào con ngựa có sắc lông đẹp mà vong mạng.

### Ngựa sắt

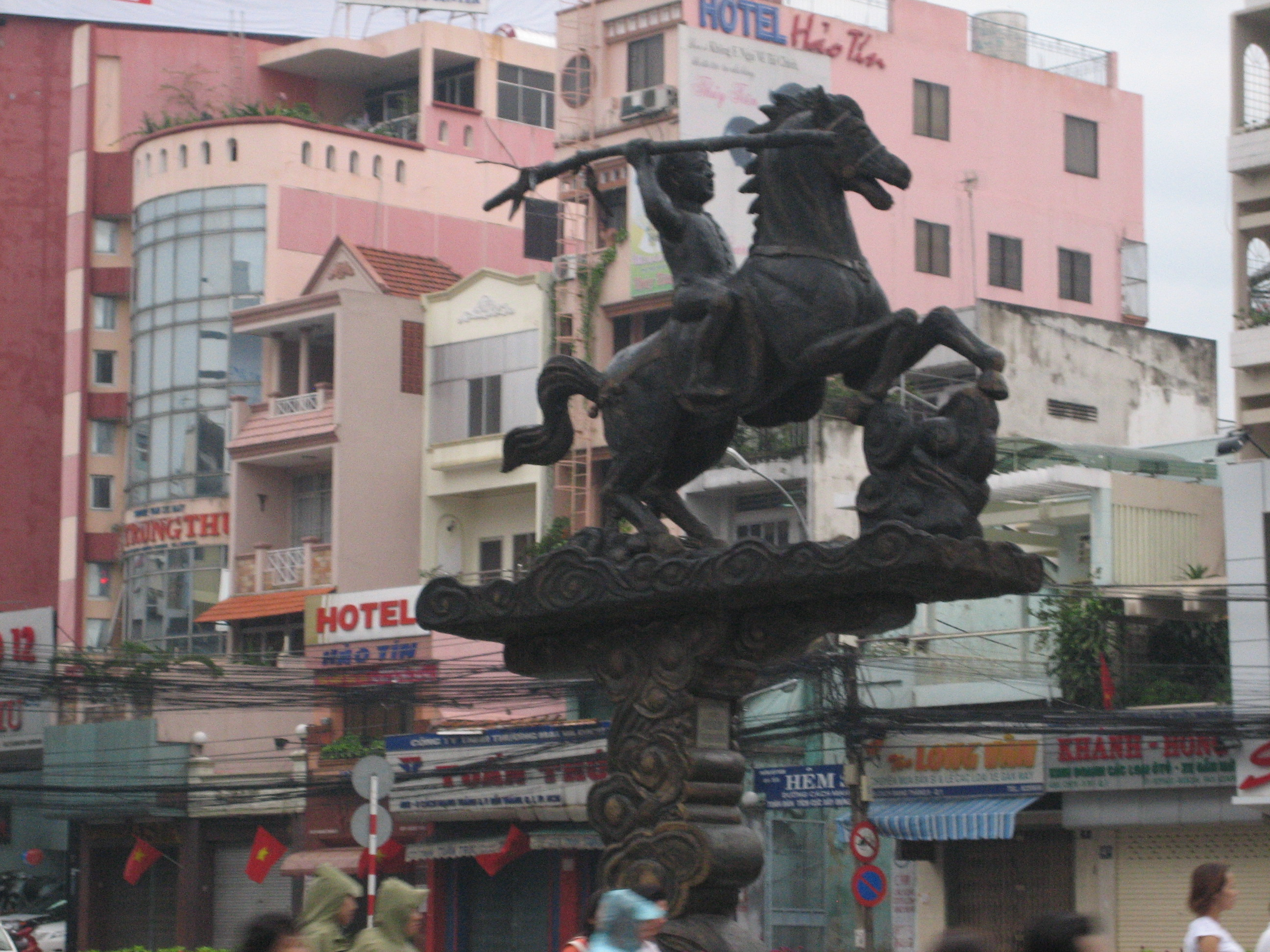
Tượng Thánh Gióng và ngựa sắt sẫm màu tại Thành phố Hồ Chí Minh

Ngựa sắt của Thánh Gióng là con ngựa trong huyền thoại của Phù Đổng Thiên Vương được đúc bằng chất liệu sắt, điều này liên tưởng đến một con ngựa tối màu. Hình tượng chú ngựa sắt được xem là biểu tượng cho sức mạnh phi thường. Theo truyền thuyết thì khi sứ giả của vua Hùng loa loa về việc giúp giặc cứu nước, cậu bé Gióng đã yêu cầu rèn cho cậu vũ khí và con ngựa bằng sắt. Sau khi Ngựa sắt, nón sắt, roi sắt và giáp sắt đã rèn xong, Gióng nhảy lên lưng ngựa. Ngựa hí một tiếng dài, thét ra lửa, lao vút ra trận.
Ngựa sắt đã cùng Thánh Gióng đánh tan quân địch có khả năng thét ra lửa để thiêu cháy quân địch. Sau khi đánh đuổi quân giặc ra khỏi bờ cõi, Thánh Gióng cưỡi ngựa đến hướng núi Sóc Sơn rồi từ từ bay thẳng lên trời. Hình tượng cậu bé cưỡi ngựa sắt, cầm roi sắt phá giặc Ân là sức mạnh. Con ngựa sắt của cậu bé làng Gióng chỉ do người dân Việt làm ra từ nguyên liệu bình thường sẵn có. Con ngựa cũng không có phép thần thông chỉ chạy được, phun ra lửa và cùng người đánh giặc. Khi giặc tan, người ngựa cùng bay về trời